# Koi to Uso
Koi to Uso (яп. 恋と嘘, укр. «Кохання і брехня») — манґа Цумугі Мусаво. Серія одночасно публікувалася японською, китайською та англійською мовами в мобільному манґа-журналі Manga Box. За мотивами манґи був вийшов аніме-серіал.

## Сюжет
Брехня під забороною, а кохання і поготів! У найближчому майбутньому, коли молоді люди досягають 16 років, держава їм підбирає партнера для шлюбу. Більше не потрібно мучитися і шукати когось, усіх влаштовує те, що уряд підбере їм ідеального партнера для сімейного щастя. Юкарі Неджіме вже 15 і він давно зберігає у своєму серці ніжні почуття. Але що трапиться з його почуттями у світі, де любов під забороною?

## Персонажі
Такасакі Місакі (яп. 高崎 美咲, Takasaki Misaki)
Сейю: Ханадзава Кана
Санада Ліліна (яп. Lilina Sanada, 真田 莉々奈, Sanada Ririna) або Санада Ріріна
Сейю: Макіно Юй
Неджима Юкарі (яп. 根島 由佳吏, Nejima Yukari)
Сейю: Ryōta Ōsaka
Нісака Юске (яп. 仁坂 悠介, Nisaka Yūsuke)
Сейю: Сінносуке Татібана
Яджима Хаджиме (яп. 矢嶋 基, Yajima Hajime)
Сейю: Kishō Taniyama
Ічіджо Каґецу (яп. 一条 花月, Ichijō Kagetsu)
Сейю: Tomoyo Kurosawa
Ігараши Шу (яп. 五十嵐 柊, Igarashi Shū)
Сейю: Кітамура Ері

## Медіа

### Манґа
Кохання і брехня виходила у онлайн-журналі Manga Box, мобільному застосунку від компанії DeNA, з серпня 2014 по січень 2022. Дванадцять томів було видано видавництвом Kodansha у Японії. Французька версія, ліцензована Pika Shonen, була вперше видана 2 листопада 2016, а п'ятий том вийшов 28 червня 2017. Перший том англійського видання, ліцензованого Kodansha USA, вийшов 22 серпня 2017. Офіційний фанбук вийшов 7 липня 2017 у Японії.

#### Список томів
| - 1. Hatsukoi (яп. 初恋) - 2. Chiisana Uso (яп. 小さな嘘) - 3. Koi no Hanashi (яп. 恋の話) | - 4. Uso no Kuchizuke (яп. 嘘の口づけ) - 4.5. Tomodachi no Koi (яп. 友達の恋) |

| - 5. Tomodachi e no Uso (яп. 友達への嘘) - 6. Koi no Kagaku (яп. 恋の科学) - 7. Uso no Karē (яп. 嘘のカレー) | - 8. Inochigake no Koi (яп. 命がけの恋) - 9. Kokoro ni Uso wa Tsukenai (яп. 心に嘘はつけない) |

| - 10. Koi no Hamon (яп. 恋の波紋) - 10.5. Jibun e no Uso (яп. 自分への嘘) - 11. Koi no Atsumaru Basho (яп. 恋の集まる場所) - 12. Uso no Senbetsu (яп. 嘘の選別) | - 13. Koi o Shiiru Ori (яп. 恋を強いる檻) - 14. Mugon no Uso" (яп. 無言の嘘) - Bonus. Takara Mono (яп. たからもの) |

| - 15. Chotto dake Mukashi no Koi no Hanashi (яп. ちょっとだけ昔の恋の話) - Bonus Chapter. Takasaki Misaki 14-sai (яп. 高崎美咲14歳) - 16. Uso no Nai Omoi (яп. 嘘のない想い) | - 17. Koi no Tetsugaku (яп. 恋の哲学) - 18. Uso Mitaina Kirameki de (яп. 嘘みたいな煌めきで) |

| - 19. Subete o Sasageru Koi (яп. すべてを捧げる恋) - 20. Uso demo Ii kara (яп. 嘘でもいいから) | - 21. Koi no Mokugeki-sha (яп. 恋の目撃者) - 22. Uso no Kyori-kan (яп. 嘘の距離感) |

| - 23. Koi shita Aite wa (яп. 恋した相手は) - 24. Shinjitsu ni Tsunagaru Uso (яп. 真実に繋がる嘘) | - 25. Koi no Kusari (яп. 恋の鎖) - 26. Uso no Nai Omoi o (яп. 嘘のない想いを) |

| - 27. Hoshi ni Koishite (яп. 星に恋して) - 28. Yokokusareta Uso (яп. 予告された嘘) | - 29. Koigokoro no Sekinin (яп. 恋心の責任) - 29.5. Tomodachi no Uso (яп. 友達の嘘) |

| - 30. Futsū no Koi (яп. 普通の恋) - 31. Uso no Genkai (яп. 嘘の限界) | - Bonus. Koi o Matsu Shōjo (яп. 恋を待つ少女) |

| - 32. Uso ga Hajimatta Hi (яп. 嘘が始まった日) | - 33. Koisuru Tada no Otokonoko (яп. 恋するただの男の子) |

| - 34. Tokubetsude Futsuna Koi (яп. 特別で普通な恋) - 35. Honki-majiri no Uso (яп. 本気混じりの嘘) - 36. Koi no Kainyu-sha (яп. 恋の介入者) | - 37. Uso Yasumi-ake (яп. 嘘休み明け) - 38. Katsute no Koi ni (яп. かつての恋に) - 38.5. Uso o Tebanashite (яп. 嘘を手放して) |

| - 39. Koi no Yurameki (яп. 恋のゆらめき) - 40. Uso ni Natta Omoi (яп. 嘘になった想い) - 41. Koi o Tsutaeta Basho de (яп. 恋を伝えた場所で) | - 42. Uso Mitai ni Kokoro wa (яп. 嘘みたいに心は) - 43. Koi o Tadoru (яп. 恋を辿る) - 44. Zettai Junshu no Uso (яп. 絶対遵守の嘘) |

### Аніме
Аніме-серіал від студії Liden Films та режисера Сейкі Такуно, виходив з 4 липня по 19 вересня 2017.
Рок-гурт Frederic записав опенінг для аніме під назвою «Kanashii Ureshii» (яп. かなしいうれしい, «Sad and Happy»), а гурт Roy записав ендінг — «Can't You Say». Sentai Filmworks отримали ліцензію для показу та стримінгу аніме-серіалу на Anime Strike та Hidive за межами США. MVM Films отримали ліцензію на показ на території Великої Британії.
З релізом 7 тому манґи було анонсовано OVA, що вийде разом з 8 томом 9 листопада 2018. До релізу увійшли 2 серії.

#### Список епізодів
| Номер | Оригінальна назва                                       | Англійська назва                          | Дата виходу      |
| ----- | ------------------------------------------------------- | ----------------------------------------- | ---------------- |
| 1     | «Hatsukoi» (初恋)                                       | «First Love»                              | 4 липня 2017     |
| 2     | «Chīsana Uso» (小さな嘘)                                | «A Small Lie»                             | 11 липня 2017    |
| 3     | «Miotosareta Koi» (見落とされた恋)                      | «Overlooked Love»                         | 18 липня 2017    |
| 4     | «Koi no Kagaku» (恋の科学)                              | «The Science of Love»                     | 25 липня 2017    |
| 5     | «Inochigake no Koi» (命がけの恋)                        | «Risky Love»                              | 1 серпня 2017    |
| 6     | «Koi o Shiiru Ori» (恋を強いる檻)                       | «A Prison to Compel Love»                 | 8 серпня 2017    |
| 7     | «Mugon no Uso» (無言の嘘)                               | «A Silent Lie»                            | 15 серпня 2017   |
| 8     | «Uso no Nai Omoi» (嘘のない想い)                        | «Feelings Without Lies»                   | 22 серпня 2017   |
| 9     | «Uso Mitaina Kirameki de» (嘘みたいな煌めきで)          | «So Bright It Doesn't Seem Real»          | 29 серпня 2017   |
| 10    | «Subete o Sasageru Koi» (すべてを捧げる恋)              | «A Love to Give Everything For»           | 5 вересня 2017   |
| 11    | «Usodemoīkara» (嘘でもいいから)                         | «I Don't Care if It's a Lie»              | 12 вересня 2017  |
| 12    | «Koi to Uso» (恋と嘘)                                   | Love and Lies                             | 19 вересня 2017  |
| OVA   | «Isshō no Koi / Koi no Kimochi» (一生の恋 / 恋の気持ち) | «Love of a Lifetime» / «Feelings of Love» | 9 листопада 2018 |

### Фільм
Ігровий фільм за мотивами манґи вийшов у жовтні 2017. Сюжет був дещо змінений, замість любовного трикутника про одного хлопця і двох дівчат, в центрі історії любовний трикутник з одної дівчини та двох хлопців. Головні ролі у фільмі виконали Аой Морікава — Аой Нісака, головна героїня; Такой Кітамура — Юто Шиба, друг дитинства Аой; та Канто Сато — Соске Такачіно, назначений державою партнер Аой. Режисером фільму став Такеши Фурусава, а сценаристкою — Еріка Йошида.

## Сприйняття
Повне зібрання манґи часто потрапляє у щотижневий топ-50 коміксів чарту Oricon. Другий том посів найвище 16 місце, третій том досяг 6 місця, четвертий — 5 місце, та п'ятий том посів 15. Manga Box офіційно підтвердили, що Кохання і брехня — це найпопулярніша манґа на платформі з 3,5 мільйонами переглядів через місяць після релізу у серпні 2014.
Манґа також посіла 3 місце на першій церемонії Next Manga Award у категорії веб-манґа.